# مايا حجيج
مايا حجيج (3 فبراير 1977 -) مذيعة لبنانية، تعمل في الشرق للأخبار وأستاذة في الجامعة الأمريكية في دبي. عملت مذيعةً لأخبار الاقتصاد في قناة العربية لسنوات طويلة. انتقلت في يوليو 2020 إلى تقديم برنامج شرق غرب في قناة الشرق للأخبار.

## النشأة والمسيرة
ولدت في لبنان وحصلت على بكالوريوس من الجامعة اللبنانية الأمريكية في فنون الاتصالات تخصص تلفزيون في عام 1999. وحازت بعدها على شهادة ماجستير في القيادة والابتكار في الإعلام. أما بالنسبة لاهتماماتها فهي تستثمر وقتها في توجيه وتمكين المرأة، وقد شاركت في العديد من الفعاليات المهمة التي تركّز على الشباب والنساء وريادة الأعمال.
بدأت مسيرتها المهنية في تلفزيون أبوظبي في قسم المونتاج ثم انتقلت للعمل كمذيعة. انتقلت منه للعمل عام 2002 في قناة العربية لتشارك في انطلاقتها، حيث عملت كمقدّمة للنشرة الاقتصادية لمدة 10 أعوام متتالية. شغلت بعد ذلك منصب رئيسة تحرير ومقدمة برامج أولى في مؤسسة دبي للإعلام منذ عام 2012، حيث أذاعت برنامج «يوم.com» وبرنامج «هاش مال» الاقتصادي والمتخصص بتغطية أسواق المال وتقديم التحاليل الاقتصادية المباشرة بشكل يومي.
انتقلت مايا حجيج في يوليو 2020 إلى تقديم برنامج شرق غرب  في قناة الشرق للأخبار التي تضم عدداً من أبرز الإعلاميين العرب، حيث أدارت العديد من اللقاءات، مثل الجلسة الافتراضية التي نظّمها المكتب الإعلامي لحكومة الإمارات، والذي ناقش الفرص الاستثمارية في المجالات الاقتصادية المختلفة بمشاركة مجلس الأعمال الأردني في الإمارات وبحضور عدد من المسؤولين.
هذا وتعمل مايا كأستاذة في كلية محمد بن راشد للإعلام في الجامعة الأمريكية في دبي حيث تقوم بتدريس الصحافة والإعلام، وتشرف على مشاريع التخرج ومواد التقارير الصحافية والتلفزيونية التي تدرّسها، ومختلف ورش العمل والدورات التدريبية التي تقودها. صرّحت في أحد لقاءاتها أنه بالرغم من انشغالاتها اليومية ما بين تقديم البرامج والتدريس والتزاماتها الأسرية، تفكر في كتابة مقالات تشارك فيها حصيلة تجاربها الإعلامية.
اكتسبت مايا حجيج على مدى أكثر من 20 عاماً خبرة واسعة في مجال الإعلام والاتصالات من خلال العمل مع قنوات إخبارية بارزة، والمشاركة في القمم والمنتديات العالمية التي تدعم قطاع الأعمال المحلي في الشرق الأوسط، مثل انضمامها إلى «القمة العالمية للحكومات» و«منتدى المرأة القيادية» وغيرها من الفعاليات التي حضرها مجموعة من كبار الشخصيات.
وشاركت بالكثير من المهرجانات

## الحياة الشخصية
أم لطفلين وهما لونا وهادي.